# Chung Mong-koo

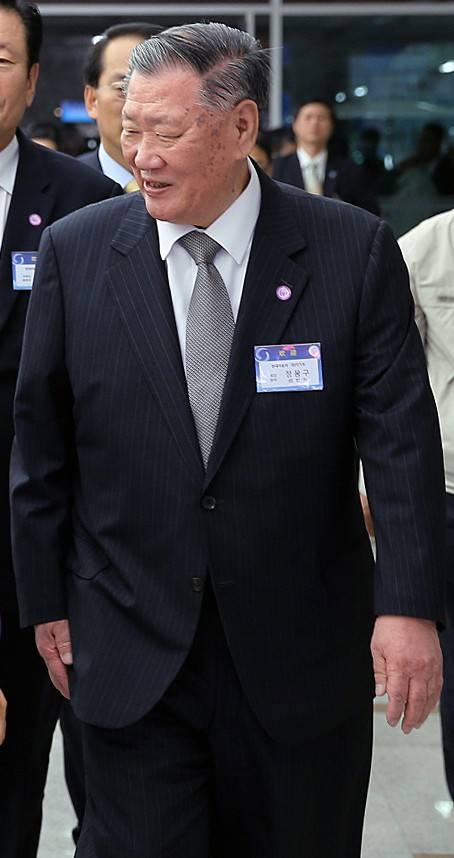
Chung Mong-koo, 2013

Chung Mong-koo (* 19. März 1938 in Seoul) ist der Vorstandsvorsitzende (CEO) der südkoreanischen Hyundai Kia Automotive Group.

## Leben
Chung Mong-koo wurde als Sohn von Chung Ju-yung, dem Gründer der Hyundai Motor Company geboren. Er schloss 1967 die Hanyang-Universität ab und ging kurz darauf zu Hyundai.
1974 wurde er Leiter von Hyundai Motor Service und 1980 der Hyundai Precision & Industry. Dieses Unternehmen wurde später umgebaut und produzierte Fahrzeuge. 1981 wurde er CEO von Hyundai Pipe und 1986 von Inchon Iron & Steel.
1996 wurde er Chairman der Hyundai Group, nachdem sein Onkel Se-yung aus dieser Position entlassen worden war. Allerdings hatte weiterhin sein Vater faktisch die Kontrolle über den Konzern.
1998 wurde er CEO von Hyundai Motor.
Sein Bruder Mong-hun beging 2003 Selbstmord, was für Chung Mong-koo den Weg zur Spitze des Hyundai-Konzerns frei machte.
Im April 2006 wurde er verhaftet, aber Ende Juni 2006 gegen Kaution wieder freigelassen. Am 5. Februar 2007 erkannte das Bezirksgericht in Seoul ihn für schuldig der Untreue und des Vertrauensbruchs. Er habe etwa 50 bis 82 Millionen Euro unterschlagen, privat verwendet sowie auf Schwarzgeldkonten gelagert. Mit diesen Geldern hat er auch zahlreiche Beamte und Politiker bestochen. Die Strafe lautete auf drei Jahre Haft, wurde aber zunächst nicht vollstreckt. Im September 2007 wurde die Strafe zur Bewährung ausgesetzt und Chung Mong-koo verpflichtet, 895 Mio. US-Dollar zu spenden und Vorträge über transparentes Management zu halten.
Im Oktober 2020 wurde er bei Hyundai als Vorstandschef von seinem Sohn Euisun Chung abgelöst.